# MedlinePlus
MedlinePlus és el lloc web que conté informació sobre medicina i salut extreta de MEDLINE. La informació és fonamentalment per a l'usuari i/o pacients, no per al professional. És un servei de la Biblioteca Nacional de Medicina dels Estats Units i dels Instituts de la Salut i ha rebut diversos guardons.
Alguns dels serveis que oferix aquesta pàgina són:
- Una enciclopèdia medica.
- Un diccionari de termes mèdics.
- Un directori d'hospitals i metges.